# Tesárske Mlyňany
Tesárske Mlyňany jsou obec na Slovensku v Nitranském kraji, okres Zlaté Moravce.

## Poloha obce
Leží na Žitavské pahorkatině na terase řeky Žitavy a potoka Stránky. Střed obce leží v nadmořské výšce 172 m. Většina katastru obce je odlesněná, intenzivně zemědělsky využívaná.

## Historie
Obec po tímto názvem vznikla v roce 1960 spojením obcí Tesáre nad Žitavou a Mlyňany. První pokus o spojení těchto obcí byl již za první Československé republiky, tehdy pod názvem Mlynianske Tesáre, ovšem pro neshody se brzy rozdělila.
Na místě obou obcí byly objeveny stopy pravěkého osídlení. První písemná zmínka o obci Tesáre pochází z roku 1075 (Tazzar), Mlyňany jsou uváděny v r. 1209 jako Molonyan. Tesáre patřily opatství v Hronském Beňadiku, později Ostřihomské kapitule, Mlyňany nejprve místním zemanům, od roku 1527 panství Topoľčianky. Obyvatelé obce se živili především zemědělstvím.

## Pamětihodnosti
- Arboretum Mlyňany je botanický park. Založen byl v roce 1895 Štefanem Ambrózym-Migazzim v katastru obcí Tesárske Mlyňany a Vieska nad Žitavou
- neoklasicistní zámek v areálu arboreta, postavený v roce 1895 podle stavitelů V. Balogha a Guttmanna
- barokní římskokatolický kostel v Tesárech z roku 1763, na začátku 19. století klasicistně upravený
- klasicistní kaple na hřbitově v Mlyňanech

## Osobnosti
- Štefan Moyzes (1797-1869), biskup banskobystrický, zakladatel Matice slovenské působil v Tesárech jako kaplan
- Štefan Ambrózy-Migazzi (1869-1933), dendrolog, zakladatel místního arboreta
- Jozef Mišák (1866-1939), zahradník